# TSG Lüdenscheid
Die TSG Lüdenscheid ist ein Tanzsportverein in Lüdenscheid. Der Verein wurde im Oktober 1993 unter dem Namen Tanzsportgemeinschaft Lüdenscheid e. V. gegründet. Schwerpunkt des Vereins ist der Formationstanz Latein, darüber hinaus verfügt der Club aber auch über Einzelpaare im Lateinbereich sowie über eine Sparte für Jazz- und Modern Dance (Formationen), Kindertanz sowie fünf Hip-Hop Gruppen.

## Geschichte
Der Verein wurde am 28. Oktober 1993 gegründet und in das Vereinsregister am Amtsgericht Lüdenscheid eingetragen. Entstanden ist der Club aus den Reihen der Lüdenscheider Tanzschule S. Nach der im Dezember 2002 erfolgten Trennung von der Tanzschule wurde der Verein eigenständig weiter geführt.

## Lateinformationen

### A-Team

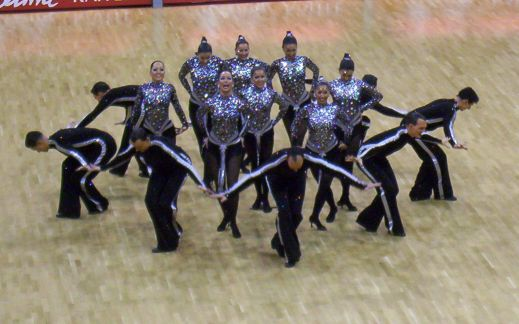
Die Lateinformation bei der Deutschen Meisterschaft der Formationen 2008

Die A-Formation der TSG Lüdenscheid wurde 1995 gegründet und startete 1996 in der Landesliga West II Latein mit einer eigenen Musik der Gruppe „Queen“. Die Saison wurde als Gruppenerster absolviert und der direkte Aufstieg in die Oberliga West Latein erreicht.
Im Jahr 2002 gelang unter dem neuen Trainer Bernd Waldschmidt mit der Choreographie „Classic“ des TD TSC Düsseldorf Rot-Weiss der Aufstieg in die Regionalliga West Latein. Im ersten Jahr in der Regionalliga qualifizierte sich das Team mit gleicher Choreographie zum Aufstiegsturnier zur 2. Bundesliga, bei dem der Aufstieg verpasst wurde.
Ende 2004 gelang es dem Verein, Petra Heiduk als Cheftrainerin zu gewinnen. Durch die gute Zusammenarbeit des fünfköpfigen Trainergespanns um Petra Heiduk, Richard Erning, Bernd Waldschmidt sowie Dirk und Alla Bastert gelang der A-Formation im Mai 2005 der Aufstieg in die 2. Bundesliga Latein. In der 2. Saison auf Bundesebene konnte sich die Mannschaft im März 2007 als Zweitplatzierter der 2. Bundesliga den Aufstieg in die 1. Bundesliga Latein und die erstmalige Teilnahme einer Lüdenscheider Formation bei den Deutschen Meisterschaften sichern. Die Meisterschaft wurde mit dem 6. Platz abgeschlossen. In der sich anschließenden Bundesliga-Saison sicherte sich das Team den Klassenerhalt und belegte in der Abschlusstabelle Rang 5.
Am 29. Juni 2009 gab die TSG Lüdenscheid ihren Startplatz in der 1. Bundesliga zurück und startet somit in der Saison 2009/10 in Landesliga West. Die Mannschaft der TSG Bremerhaven als Dritter der 2. Bundesliga in der Saison 2008/09 wurde daraufhin für die Saison 2009/10 in die 1. Bundesliga nachnominiert.

#### Erfolge
- 1996 – Aufstieg in die Oberliga
- 2002 – Aufstieg in die Regionalliga
- 2005 – Aufstieg in die 2. Bundesliga
- 2007 – Aufstieg in die 1. Bundesliga

#### Choreographien
- Saison 1995/96 – „Queen“
- Saison 1996/97 – „Latin Meets Classic“
- Saison 1997/98 und 1998/99 – „Julio Iglesias“
- Saison 1999/00 und 2000/01 – „Whistle Down The Wind“
- Saison 2001/02 und 2002/03 – „Classic“
- Saison 2003/04 – „Colours“
- Saison 2004/05 – „Gypsy“
- Saison 2005/06 – „Latin America“
- Saison 2006/07 und 2007/08 – „Rock“
- Saison 2008/09 – „Planets“

### B-Team
Im Sommer 1997 wurde die erste B-Formation des Clubs gegründet, die in der Saison 1997/98 mit dem musikalischen Thema „Queen“ in der Landesliga West II Latein an den Start ging. Durch eine Neustrukturierung des A-Teams im Jahr 1998 wechselten fast alle Tänzer in die A-Formation, so dass ein B-Team im folgenden Jahr nicht an den Start gehen konnte.
Im März 2002 wurde ein neues B-Team gegründet, welches wieder in der Landesliga West II an den Start ging. Die Musik zu „Whistle Down The Wind“ wurde von der A-Formation übernommen, die Choreographie komplett überarbeitet und für das junge Team arrangiert. Als Tabellenzweiter konnte sich die Mannschaft für das Aufstiegsturnier zur Oberliga West Latein qualifizieren und belegte dort den 3. Platz, der gleichzeitig den Aufstieg in die Oberliga West bedeutete. Im darauf folgenden Jahr in der Oberliga belegte die Mannschaft den 7. Platz in der Gesamtwertung stieg wieder in die Landesliga West ab. Durch Umstrukturierungen im A- und B-Team wurde die Mannschaft nach dieser Saison aufgelöst.
Mitte 2007 wurde erneut ein B-Team gegründet, das erstmals in der Saison 2007/08 mit dem musikalischen Thema „Rock“ in der Landesliga West Latein an den Start ging.

## Jazz-Formationen
Im Jahr 1994 wurde eine Jazz-Formation („Black Angels“) gegründet, die bis zum Jahr 2002 mit verschiedenen Choreographien für die TSG Lüdenscheid in der Landes- und Oberliga JMD am Start war. Ende des Jahres 2002 spalteten sich die „Black Angels“ vom Verein ab.

### Sunrise
Nach vier Jahren ohne ein JMD-Team startete die Mannschaft „Sunrise“ – die bis dato für die DJK Eintracht Lüdenscheid tanzte – in der Saison 2006/07 in der Landesliga West II mit einer neuen Musik und Choreographie, dessen Thema durch den Kinofilm Barfuß geprägt war. Mit dem neuen Programm erhofften sich die Tänzerinnen ein erfolgreiches Jahr. Die Tänzerinnen konnten die Saison nach vier gewonnenen Turnieren als Tabellenerster beenden und sicherten sich den direkten Aufstieg in die Verbandsliga West JMD.
Als Trainerin ist die Tanzpädagogin und Dozentin im Tanzhaus NRW in Düsseldorf Cornelia Bühne für das Team verantwortlich.

#### Erfolge
- 2007 – Aufstieg in die Verbandsliga West JMD

#### Choreographien
- Saison 2004/05 – „Tough Enough“ (Start unter DJK Eintracht Lüdenscheid)
- Saison 2005/06 – „Tiger & Dragon“ (Start unter DJK Eintracht Lüdenscheid)
- Saison 2006/07 – „Barfuß“

### Temptation
Die Formation „Temptation“ besteht überwiegend aus Tänzerinnen ab zwanzig Jahren, die keine Zeit mehr für das Turniertraining haben. Es geht vor allem darum, die Freizeit um ein abwechslungsreiches Hobby zu ergänzen. Die Formation nimmt derzeit nicht an Turnieren teil. Im Jahr 2006 wechselte auch diese zweite JMD-Mannschaft von der DJK Eintracht Lüdenscheid zur TSG Lüdenscheid.

## Hip-Hop Gruppen
Für die TSG tanzen fünf Hip-Hop Gruppen: Kids Dance, Funky Dancer, The Lights, Black Panthers und Adults Dance. Die jüngste Gruppe, Kids Dance, richtet sich an Kinder ab 5 Jahren. Funky Dancer und Black Panthers feierten im Jahr 2021 ihr Turnierdebüt.